# Jourdan Miller
Jourdan Miller (Olympia, Washington, 6 de agosto de 1993) es una modelo estadounidense, más conocida por haber sido la ganadora del ciclo 20 de America's Next Top Model.

## Primeros años
Miller nació en Olympia, Washington. En 1993, su familia se mudó a Bend, Oregón, donde fue criada junto a sus dos hermanas, Jessika y Julia Miller. Antes de su aparición en America's Next Top Model, estudió en la secundaria Mountain View en Bend. Anteriormente firmó con Code Model Management en Nueva York.

## Carrera

### America's Next Top Model
En 2013, participó en el ciclo 20 del programa de The CW, America's Next Top Model, en el que compitió contra otros quince aspirantes a modelos. En la competencia, fue una de las favoritas, ya que nunca se ubicó por debajo del quinto lugar después del primer panel, donde quedó décima. Fue una de las más fuertes de su ciclo, habiendo ganado un total de cinco retos y recibido seis primeros llamados. Además, su fotografía en la sesión de fotos de pinturas fue considerada por Tyra Banks como una de las mejores producidas en la historia del espectáculo. En la octava semana, Miller no logró obtener ningún contrato durante la semana de la moda de LA Style. En el último desfile en Bali, ella enfrentó dificultades cuando accidentalmente tropezó. A pesar de esto, en la deliberación final, los jueces notaron su fortaleza en la pasarela, su fluidez, así como su imagen comercial y de alta costura. Finalmente, venció a su competidor Marvin Cortes, convirtiéndose en la vigésima ganadora de America's Next Top Model.
Su victoria la convirtió en una de las ganadoras en la historia del programa en nunca haber aparecido en las dos últimas, junto a Jaslene González, McKey Sullivan, Nicole Fox, Krista White, Sophie Sumner e India Gants. También se convirtió en la segunda ganadora en nunca haber estado en las tres últimas, junto a Nicole Fox, y la segunda ganadora en haber recibido un total de seis primeros llamados, después de Ann Ward.
Después de haber ganado el programa, recibió un contrato de modelaje con NEXT Model Management en Los Ángeles, un desplegado de ocho páginas en la revista Nylon y una campaña de $100,000 dólares con Guess.

### Otros trabajos
Después de America's Next Top Model, Miller apareció en un segmento del episodio del 22 de noviembre de 2013 de Best Week Ever y de OK!TV de VH1 en diciembre de 2013. En 2014, apareció en la portada y tuvo un desplegado para la edición de febrero de la revista Cleo de Malasia, y realizó un editorial para la revista August Man. También encabezó las portadas de las revistas SÝN, Swiss Made y Blum y tuvo varios desplegados en las revistas Ellements, Kode, Creem, Remix, 35mm, Flesh, Cake y Ugly. También apareció en el video musical de Fences en 2015 y para la cantante finlandesa Niila en 2016.